# Terminator Zero
Pour les articles homonymes, voir Terminator (homonymie).
Production
Diffusion
Terminator Zero est une série télévisée d'animation américano-japonaise développée par Mattson Tomlin (en) d'après la franchise Terminator, initialement créée par James Cameron et Gale Anne Hurd en 1984.
Cet anime en 8 épisodes est produit pour Netflix par Production I.G, Skydance Television et No Brakes.

## Synopsis
Fin août 1997. Au Japon, un informaticien nommé Malcom Lee a développé Kokoro, un système d'intelligence artificielle pour concurrencer SkyNet. Il veut empêcher le jour du « Jugement dernier », qu'il a vu en cauchemars. Très pris par cette tâche, ce père de famille veuf a confié ses trois enfants (Kenta, Reika et Hiro) à une gouvernante, Misaki, et s'occupe peu d'eux. Alors que la date fatidique approche, Malcolm va alors se retrouver poursuivi par un Terminator venu du futur pour le tuer, lui et ses trois enfants. Une mystérieuse guerrière, Eiko, est envoyée depuis l'année 2022 par le Prophète.

## Distribution

### Voix anglophones
- Timothy Olyphant : Le Terminator
- André Holland : Pr Malcolm Lee
- Sumalee Montano : Misaki
- Armani Jackson : Kenta
- Sonoya Mizuno : Eiko
- Rosario Dawson : Kokoro
- Ann Dowd : La Prophète

### Voix japonaises
- Yasuhiro Mamiya : Le Terminator
- Toa Yukinari : Eiko
- Yūya Uchida : Pr Malcolm Lee
- Saori Hayami : Misaki
- Hiro Shimono : Kenta Lee
- Miyuki Sato : Reika Lee
- Shizuka Ishigami : Hiro Lee
- Atsumi Tanezaki : Kokoro
- Mari Yokoo : La Prophète
- Ayaka Shimoyamada : Annie

### Voix françaises
Doublage réalisé par le studio Titra Film.
- Thierry Hancisse : Le Terminator
- Pierre Tessier : Pr Malcolm Lee
- Thaïs Laurent : Misaki
- Kylian Trouillard: Kenta Lee
- Ingrid Donnadieu : Eiko
- Léovanie Raud : Kokoro
- Isabelle Ganz : La Prophète
- Cyril Mazzotti : 1NNO
- Mathieu Buscatto : Le capitaine Fujino
- Coralie Thuilier : Reika Lee

## Production
En février 2021, il est annoncé que la franchise Terminator va se décliner en anime. Commandée par Netflix, la série est produite par Production I.G et Skydance Television avec Mattson Tomlin (en) en show runner et réalisée par Masashi Kudō. La série est initialement développée sous le titre Terminator: The Anime Series, comme annoncé par Netflix lors de la Geeked Week 2023. Il est alors précisé que la série suivra de nouveaux personnages avec une intrigue située en 1997.
Mattson Tomlin déclare que la série sera canon avec les films de la saga. Il est expliqué que Production I.G. a demandé à avoir des éléments japonais et la décision a ainsi été prise que l'histoire se déroule au Japon, ce qui exclut alors l'utilisation d'armes à feu.
En juin 2024, Timothy Olyphant est annoncé pour prêter sa voix au Terminator.

## Épisodes
La série est diffusée sur Netflix le 29 août 2024, jour du "Jugement dernier" dans la franchise Terminator.
1. Modèle 101 (Model 101)
2. Modèle 102 (Model 102)
3. Modèle 103 (Model 103)
4. Modèle 104 (Model 104)
5. Modèle 105 (Model 105)
6. Modèle 106 (Model 106)
7. Modèle 107 (Model 107)
8. Modèle 108 (Model 108)